# Crécy-en-Ponthieu
Crécy-en-Ponthieu, på gammelt engelsk Cressy, er en kommune i franske departement somme i Hauts-de-France. Det ligger i det nordlige Frankrig syd for Calais. Byen har givet navn til Crécyskoven, der begynder omkring 2 km sydvest for byen, og som er en af de største skove i Nordfrankrig. En lille flod, kaldet Maye, løber gennem byen, som har 1.594 indbyggere. Slaget ved Crecy foregik her i 1346 under hundredårskrigen mellem England og Kongeriget Frankrig. Englænderne vandt slaget blandt andet takket være deres effektive brug af langbuer.